# بوزوکی
بوزوکی (زبان یونانی: μπουζούκι؛ تلفظ [buˈzuki]؛ جمع (دستور زبان): μπουζούκια)‌ سازی رایج در یونان است و از حدود نیمه‌های قرن بیستم اغلب به عنوان ساز ملی این کشور تلقی می‌شود.

## ویژگی
در یونان به سازهایی که از نظر شکل کلی (بدون توجه به اندازه، تعداد سیم، ...) شبیه به ساز بوزوکی هستند (Tamboura) گفته می‌شود.
نام چند ساز دیگر از خانوادهٔ Tamboura عبارت است از Baglama, Lauto (lute), Bouzouki این گروه از سازها بر اساس شباهت‌ها به شرح زیر است:
- کاسهٔ صدایی گلابی شکل
- دسته‌ای باریک و بلند و معمولاً همرا با پرده (فرِت) که در گذشته پرده‌ها قابل جابجا شدن بودند اما اکنون دیگر به‌طور ثابت بر دستهٔ ساز قرار داده می‌شوند.
- کوک های ساز
- تعدادی سیم که با مضراب یا ناخن انگشتان نواخته می‌شود.